# Remixes 2: 81-11
Remixes 2: 81-11 es la segunda compilación de remezclas del grupo inglés de música electrónica Depeche Mode, publicada en 2011. Como su nombre indica, contiene remezclas desde el inicio de su trayectoria en 1981 hasta 2011, coincidiendo con sus treinta años de haber publicado por vez primera un álbum, e incluyó colaboraciones de los exmiembros Vince Clarke y Alan Wilder; además, fue de nuevo editado por Reprise Records en América.
Fue continuación del compilado de 2004, Remixes 81··04.

## Listado de canciones
La colección apareció en cuatro ediciones, la estándar en triple CD, en CD único, en séxtuple disco de vinilo y en streaming, la cual a su vez tiene numerosas adiciones en sus diversas variantes.

### Edición de tres discos
| Disco 1 |                                                             |          |  |
| N.º     | Título                                                      | Duración |  |
| 1.      | «Dream on» (Bushwacka Tough Guy Mix)                        | 6:07     |  |
| 2.      | «Suffer Well» (M83 Remix)                                   | 4:31     |  |
| 3.      | «John The Revelator» (UNKLE Reconstruction)                 | 4:59     |  |
| 4.      | «In Chains» (Tigerskin's No Sleep Remix)                    | 7:45     |  |
| 5.      | «Peace» (SixToes Remix)                                     | 5:13     |  |
| 6.      | «Lilian» (Chab Vocal Remix Edit)                            | 6:14     |  |
| 7.      | «Never Let Me Down Again» (Digitalism Remix)                | 4:37     |  |
| 8.      | «Corrupt» (Efdemin Remix)                                   | 6:29     |  |
| 9.      | «Everything Counts» (Oliver Huntemann & Stephan Bodzin Mix) | 6:53     |  |
| 10.     | «Happiest Girl» (The Pulsating Orbital Vocal Mix)           | 7:57     |  |
| 11.     | «Walking in My Shoes» (Anandamidic Mix)                     | 7:57     |  |
| 12.     | «Personal Jesus» (The Stargate Mix)                         | 3:58     |  |
| 13.     | «Slowblow» (Darren Price Mix)                               | 6:26     |  |

| Disco 2 |                                                   |          |  |
| N.º     | Título                                            | Duración |  |
| 1.      | «Wrong» (Trentemøller Club Remix)                 | 6:53     |  |
| 2.      | «World in My Eyes» (Dub In My Eyes)               | 6:56     |  |
| 3.      | «Fragile Tension» (Peter Bjorn and John Remix)    | 3:44     |  |
| 4.      | «Strangelove» (Tim Simenon/Mark Saunders Remix)   | 6:31     |  |
| 5.      | «A Pain That I'm Used To» (Jacques Lu Cont Remix) | 7:49     |  |
| 6.      | «The Darkest Star» (Monolake Remix)               | 5:43     |  |
| 7.      | «I Feel You» (Helmet at the Helm Mix)             | 6:39     |  |
| 8.      | «Higher Love» (Adrenaline Mix Edit)               | 4:47     |  |
| 9.      | «Fly on the Windscreen» (Death Mix)               | 5:09     |  |
| 10.     | «Barrel of a Gun» (United Mix)                    | 6:35     |  |
| 11.     | «Only When I Lose Myself» (Dan the Automator Mix) | 4:57     |  |
| 12.     | «Ghost» (Le Weekend Remix)                        | 8:20     |  |

| Disco 3 |                                                                   |          |  |
| N.º     | Título                                                            | Duración |  |
| 1.      | «Personal Jesus» (Alex Metric Remix Edit)                         | 3:27     |  |
| 2.      | «Never Let Me Down Again» (Eric Prydz Remix)                      | 7:01     |  |
| 3.      | «Behind the Wheel» (Vince Clarke Remix)                           | 6:42     |  |
| 4.      | «Leave in Silence» (Claro Intelecto 'The Last Time' Remix)        | 4:56     |  |
| 5.      | «In Chains» (Alan Wilder Remix)                                   | 7:17     |  |
| 6.      | «When the Body Speaks» (Karlsson and Winnberg Remix)              | 6:55     |  |
| 7.      | «Puppets» (Röyksopp Remix)                                        | 4:40     |  |
| 8.      | «Tora! Tora! Tora!» (Karlsson & Winnberg [from Miike Snow] Remix) | 7:38     |  |
| 9.      | «Freestate» (Clark Remix)                                         | 4:50     |  |
| 10.     | «I Want It All» (Rolland M. Dill Remix)                           | 6:42     |  |
| 11.     | «A Question of Time» (Joebot Presents 'Radio Face' Remix)         | 5:32     |  |
| 12.     | «Personal Jesus» (Sie Medway-Smith Remix)                         | 6:24     |  |

### Edición de un solo disco
| N.º | Título                                                      | Escritor(es)                                   | Duración |  |
| 1.  | «Dream on» (Bushwacka Tough Guy Mix Edit)                   | Martin L. Gore                                 | 5:21     |  |
| 2.  | «Personal Jesus» (The Stargate Mix)                         | Martin L. Gore                                 | 3:55     |  |
| 3.  | «Suffer Well» (M83 Remix)                                   | Dave Gahan, Christian Eigner, Andrew Phillpott | 4:31     |  |
| 4.  | «John The Revelator» (UNKLE Reconstruction)                 | Martin L. Gore                                 | 4:59     |  |
| 5.  | «In Chains» (Tigerskin's No Sleep Remix Edit)               | Martin L. Gore                                 | 7:12     |  |
| 6.  | «Peace» (Sixtoes Remix)                                     | Martin L. Gore                                 | 5:12     |  |
| 7.  | «Tora! Tora! Tora!» (Karlsson and Winnberg Remix)           | Martin L. Gore                                 | 7:38     |  |
| 8.  | «Never Let Me Down Again» (Eric Prydz Remix)                | Martin L. Gore                                 | 7:01     |  |
| 9.  | «I Want It All» (Rolland M. Dill Remix)                     | Dave Gahan, Christian Eigner, Andrew Phillpott | 6:43     |  |
| 10. | «Wrong» (Trentemøller Remix)                                | Martin L. Gore                                 | 6:53     |  |
| 11. | «Puppets» (Röyksopp Remix)                                  | Vince Clarke                                   | 4:40     |  |
| 12. | «Everything Counts» (Oliver Huntemann & Stephan Bodzin Mix) | Martin L. Gore                                 | 6:53     |  |
| 13. | «A Pain That I'm Used To» (Jacques Lu Cont Remix)           | Martin L. Gore                                 | 7:51     |  |

### Edición enLP
Desde 1993 todos los discos de Depeche Mode se continuaron editando en Europa también en formato de disco de vinilo. El caso del LP Remixes 2: 81-11 es distinto a sus versiones en CD pues se presenta no en tres sino en seis discos con las 37 canciones de la edición en tres discos, cuyos lados están ordenados alfabéticamente del A al L.
Contiene los 37 temas de la presentación estándar.
Disco 1
| Lado A |                                             |          |  |
| N.º    | Título                                      | Duración |  |
| 1.     | «Dream on» (Bushwacka Tough Guy Mix)        | 6:08     |  |
| 2.     | «Suffer Well» (M83 Remix)                   | 4:31     |  |
| 3.     | «John the Revelator» (UNKLE Reconstruction) | 4:59     |  |
| 4.     | «In Chains» (Tigerskin's No Sleep Remix)    | 7:45     |  |

| Lado B |                                              |          |  |
| N.º    | Título                                       | Duración |  |
| 1.     | «Peace» (SixToes Remix)                      | 5:13     |  |
| 2.     | «Lilian» (Chab Vocal Remix Edit)             | 6:14     |  |
| 3.     | «Never Let Me Down Again» (Digitalism Remix) | 4:37     |  |

Disco 2
| Lado C |                                                             |          |  |
| N.º    | Título                                                      | Duración |  |
| 1.     | «Corrupt» (Efdemin Remix)                                   | 6:29     |  |
| 2.     | «Everything Counts» (Stephan Bodzin & Oliver Huntemann Dub) | 6:53     |  |
| 3.     | «Happiest Girl» (The Pulsating Orbital Vocal Mix)           | 7:57     |  |

| Lado D |                                         |          |  |
| N.º    | Título                                  | Duración |  |
| 1.     | «Walking in My Shoes» (Anandamidic Mix) | 6:11     |  |
| 2.     | «Personal Jesus» (The Stargate Mix)     | 3:58     |  |
| 3.     | «Slowblow» (Darren Price Mix)           | 6:27     |  |

Disco 3
| Lado E |                                              |          |  |
| N.º    | Título                                       | Duración |  |
| 1.     | «Wrong» (Trentemøller Club Remix)            | 6:55     |  |
| 2.     | «World in My Eyes» (Dub in My Eyes)          | 6:56     |  |
| 3.     | «Fragile Tension» (Peter Bjorn + John Remix) | 3:44     |  |

| Lado F |                                                   |          |  |
| N.º    | Título                                            | Duración |  |
| 1.     | «Strangelove» (Tim Simenon/Mark Saunders Remix)   | 6:31     |  |
| 2.     | «A Pain That I'm Used To» (Jacques Lu Cont Remix) | 7:50     |  |
| 3.     | «The Darkest Star» (Monolake Remix)               | 5:43     |  |

Disco 4
| Lado G |                                       |          |  |
| N.º    | Título                                | Duración |  |
| 1.     | «I Feel You» (Helmet at the Helm Mix) | 6:39     |  |
| 2.     | «Higher Love» (Adrenaline Mix Edit)   | 4:47     |  |
| 3.     | «Fly on the Windscreen» (Death Mix)   | 5:09     |  |

| Lado H |                                                   |          |  |
| N.º    | Título                                            | Duración |  |
| 1.     | «Barrel of a Gun» (United Mix)                    | 6:36     |  |
| 2.     | «Only When I Lose Myself» (Dan The Automator Mix) | 4:57     |  |
| 3.     | «Ghost» (Le Weekend Mix)                          | 8:21     |  |

Disco 5
| Lado I |                                              |          |  |
| N.º    | Título                                       | Duración |  |
| 1.     | «Personal Jesus» (Alex Metric Remix Edit)    | 3:27     |  |
| 2.     | «Never Let Me Down Again» (Eric Prydz Remix) | 7:01     |  |
| 3.     | «Behind the Wheel» (Vince Clarke Remix)      | 6:42     |  |

| Lado J |                                                            |          |  |
| N.º    | Título                                                     | Duración |  |
| 1.     | «Leave in Silence» (Claro Intelecto 'The Last Time' Remix) | 4:56     |  |
| 2.     | «In Chains» (Alan Wilder Remix)                            | 7:17     |  |
| 3.     | «When the Body Speaks» (Karlsson + Winnberg Remix)         | 6:55     |  |

Disco 6
| Lado K |                                                 |          |  |
| N.º    | Título                                          | Duración |  |
| 1.     | «Puppets» (Röyksopp Remix)                      | 4:40     |  |
| 2.     | «Tora! Tora! Tora!» (Karlsson + Winnberg Remix) | 7:38     |  |
| 3.     | «Freestate» (Clark Remix)                       | 4:50     |  |

| Lado L |                                                           |          |  |
| N.º    | Título                                                    | Duración |  |
| 1.     | «I Want It All» (Roland M. Dill Remix)                    | 6:43     |  |
| 2.     | «A Question of Time» (Joebot Presents 'Radio Face' Remix) | 5:32     |  |
| 3.     | «Personal Jesus» (Sie Medway-Smith Remix)                 | 6:25     |  |

### Edición digital
La versión disponible a través del portal Beatport sustituye diez de las canciones del álbum con versiones instrumentales o dub, y presenta un diseño de portada diferente.

| Remixes 2: 81-11 |                                                                   |          |  |
| N.º              | Título                                                            | Duración |  |
| 1.               | «Dream on» (Bushwacka Tough Guy Mix)                              | 6:07     |  |
| 2.               | «Suffer Well» (M83 Remix)                                         | 4:31     |  |
| 3.               | «John The Revelator» (UNKLE Reconstruction)                       | 4:59     |  |
| 4.               | «In Chains» (Tigerskin's No Sleep Remix)                          | 7:45     |  |
| 5.               | «Peace» (SixToes Remix)                                           | 5:13     |  |
| 6.               | «Lilian» (Chab Vocal Remix Edit)                                  | 6:14     |  |
| 7.               | «Never Let Me Down Again» (Digitalism Remix)                      | 4:37     |  |
| 8.               | «Corrupt» (Efdemin Remix)                                         | 6:29     |  |
| 9.               | «Everything Counts» (Oliver Huntemann & Stephan Bodzin Mix)       | 6:53     |  |
| 10.              | «Happiest Girl» (The Pulsating Orbital Vocal Mix)                 | 7:57     |  |
| 11.              | «Walking in My Shoes» (Anandamidic Mix)                           | 7:57     |  |
| 12.              | «Personal Jesus» (The Stargate Mix)                               | 3:58     |  |
| 13.              | «Slowblow» (Darren Price Mix)                                     | 6:26     |  |
| 14.              | «Wrong» (Trentemøller Club Remix)                                 | 6:53     |  |
| 15.              | «World in My Eyes» (Dub in My Eyes)                               | 6:56     |  |
| 16.              | «Fragile Tension» (Peter Bjorn and John Remix)                    | 3:44     |  |
| 17.              | «Strangelove» (Tim Simenon/Mark Saunders Remix)                   | 6:31     |  |
| 18.              | «A Pain That I'm Used To» (Jaques Lu Cont Remix)                  | 7:49     |  |
| 19.              | «The Darkest Star» (Monolake Remix)                               | 5:43     |  |
| 20.              | «I Feel You» (Helmet At The Helm Mix)                             | 6:39     |  |
| 21.              | «Higher Love» (Adrenaline Mix Edit)                               | 4:47     |  |
| 22.              | «Fly on the Windscreen» (Death Mix)                               | 5:09     |  |
| 23.              | «Barrel of a Gun» (United Mix)                                    | 6:35     |  |
| 24.              | «Only When I Lose Myself» (Dan The Automator Mix)                 | 4:57     |  |
| 25.              | «Ghost» (Le Weekend Remix)                                        | 8:20     |  |
| 26.              | «Personal Jesus» (Alex Metric Remix Edit)                         | 3:27     |  |
| 27.              | «Never Let Me Down Again» (Eric Prydz Remix)                      | 7:01     |  |
| 28.              | «Behind the Wheel» (Vince Clarke Remix)                           | 6:42     |  |
| 29.              | «Leave in Silence» (Claro Intelecto 'The Last Time' Remix)        | 4:56     |  |
| 30.              | «In Chains» (Alan Wilder Remix)                                   | 7:17     |  |
| 31.              | «When the Body Speaks» (Karlsson and Winnberg Remix)              | 6:55     |  |
| 32.              | «Puppets» (Röyksopp Remix)                                        | 4:40     |  |
| 33.              | «Tora! Tora! Tora!» (Karlsson & Winnberg [from Miike Snow] Remix) | 7:38     |  |
| 34.              | «Freestate» (Clark Remix)                                         | 4:50     |  |
| 35.              | «I Want It All» (Rolland M. Dill Remix)                           | 6:42     |  |
| 36.              | «A Question of Time» (Joebot Presents 'Radio Face' Remix)         | 5:32     |  |
| 37.              | «Personal Jesus» (Sie Medway-Smith Remix)                         | 6:24     |  |

| Pistas adicionales en iTunes |                                              |                |          |  |
| N.º                          | Título                                       | Escritor(es)   | Duración |  |
| 38.                          | «Master and Servant» (RSS Remix)             | Martin L. Gore | 4:47     |  |
| 39.                          | «In Chains» (Myer vs. Wilder Deconstruction) | Martin L. Gore | 6:34     |  |

| Pistas adicionales en Amazon MP3 |                                                                   |                |          |  |
| N.º                              | Título                                                            | Escritor(es)   | Duración |  |
| 13.                              | «Sister of Night» (Ida Engberg's Giving Voice To The Flame Remix) | Martin L. Gore | 8:47     |  |
| 14.                              | «Sweetest Perfection» (Phil Kieran Vocal Mix)                     | Martin L. Gore | 7:10     |  |

| Pistas adicionales en Spotify Premium |                                                                 |                |          |  |
| N.º                                   | Título                                                          | Escritor(es)   | Duración |  |
| 38.                                   | «Sister of Night» (Ida Engberg's Walking Through The Light Dub) | Martin L. Gore | 7:54     |  |
| 39.                                   | «Sweetest Perfection» (Phil Kieran Remix Dub)                   | Martin L. Gore | 7:10     |  |
| 40.                                   | «Personal Jesus» (Alex Metric Dub)                              | Martin L. Gore | 5:54     |  |

| Pistas adicionales en hmvdigital y en FNAC - fnacmusic.com |                                                                     |                |          |  |
| N.º                                                        | Título                                                              | Escritor(es)   | Duración |  |
| 38.                                                        | «The Sun and the Rainfall» (Black Light Odyssey's Further Excerpts) | Martin L. Gore | 6:24     |  |
| 39.                                                        | «The Sinner in Me» (SixToes Remix)                                  | Martin L. Gore | 5:06     |  |

| Pistas adicionales en Virginmega.com |                                                                     |                |          |  |
| N.º                                  | Título                                                              | Escritor(es)   | Duración |  |
| 38.                                  | «The Sun and the Rainfall» (Black Light Odyssey's Further Excerpts) | Martin L. Gore | 6:24     |  |
| 39.                                  | «I Want It All» (Roland M. Dill Lunar Dub Remix)                    | David Gahan    |          |  |

| Pista adicional en WiMP / Aspiro, en Napster, en Net Music y en Nokia. |                                                                     |                |          |  |
| N.º                                                                    | Título                                                              | Escritor(es)   | Duración |  |
| 38.                                                                    | «The Sun and the Rainfall» (Black Light Odyssey's Further Excerpts) | Martin L. Gore | 6:24     |  |

| Pista adicional en Basepoint Media y en CDON |                                    |                |          |  |
| N.º                                          | Título                             | Escritor(es)   | Duración |  |
| 38.                                          | «The Sinner in Me» (SixToes Remix) | Martin L. Gore | 5:06     |  |

### Edición promocional
Edición promocional en disco de vinilo de doce pulgadas exclusiva con la versión en tres discos, solo en tiendas especializadas en música independiente de los Estados Unidos, con un tiraje limitado. No estuvo de venta general al público por separado.

| Lado A |                                      |          |  |
| N.º    | Título                               | Duración |  |
| 1.     | «Personal Jesus» (Alex Metric Remix) | 5:57     |  |
| 2.     | «Personal Jesus» (M.A.N. Remix)      | 5:26     |  |

| Lado B |                                                                     |          |  |
| N.º    | Título                                                              | Duración |  |
| 1.     | «The Sun and the Rainfall» (Black Light Odyssey's Further Excerpts) | 6:24     |  |
| 2.     | «The Sinner in Me» (SixToes Remix)                                  | 5:06     |  |

## Sencillo
- Personal Jesus 2011

Es una nueva versión del clásico de 1989, realizada por el dueto noruego Stargate. Adicionalmente, hubo una edición promocional en los Estados Unidos de la remezcla realizada por Vince Clarke titulada, igualmente, solo como Behind the Wheel 2011.

## Datos
- Fue la segunda participación de Alan Wilder con DM en poco más de un año, después de que tuviera una aparición especial durante un concierto de la gira Tour of the Universe.
- Fue la primera colaboración de Vince Clarke con DM desde su salida en 1981.
- La colección en formato físico presentó un total de 37 temas, igual que su predecesora en 2004.

## Posicionamiento
| Lista (2011)                    | Mejor posici162n |
| ------------------------------- | ---------------- |
| Belgian Albums Chart (Flanders) | 35               |
| Belgian Albums Chart (Wallonia) | 12               |
| Dutch Albums Chart              | 69               |